# Dolmen de Formentera
Le dolmen de Formentera est un dolmen disparu qui était situé à Montbolo dans le département français des Pyrénées-Orientales.